# Spårvägen i Chabarovsk
Spårvägen i Chabarovsk är beteckningen på ett 33,5 kilometer långt spårvagnsnät med 4 linjer i den ryska staden Chabarovsk öster om floden Amur.

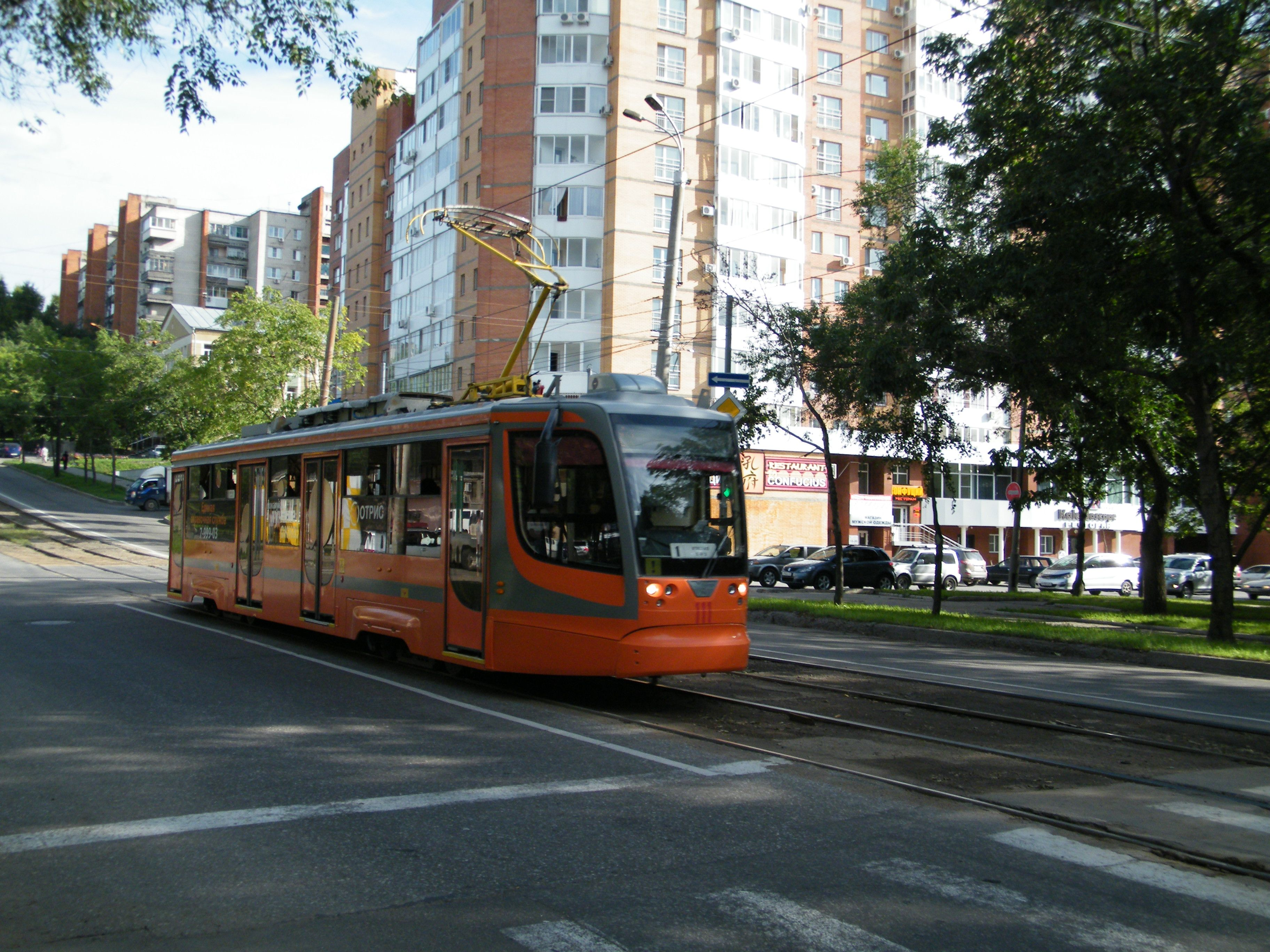
Modern spårvagn i Chabarovsk, 2013

Spårvägen började byggas år 1951, enligt uppgift med hjälp av japanska krigsfångar, och den första linjen invigdes den 5 november 1956. Spårvägsnätet, som har dubbla spår och en spårvidd på 1 524 mm (bredspår), har successivt byggts ut och hade som mest 7 linjer.
Sedan år 2010 har en del av spårvagnarna bytts ut mot moderna låggolvsspårvagnar.

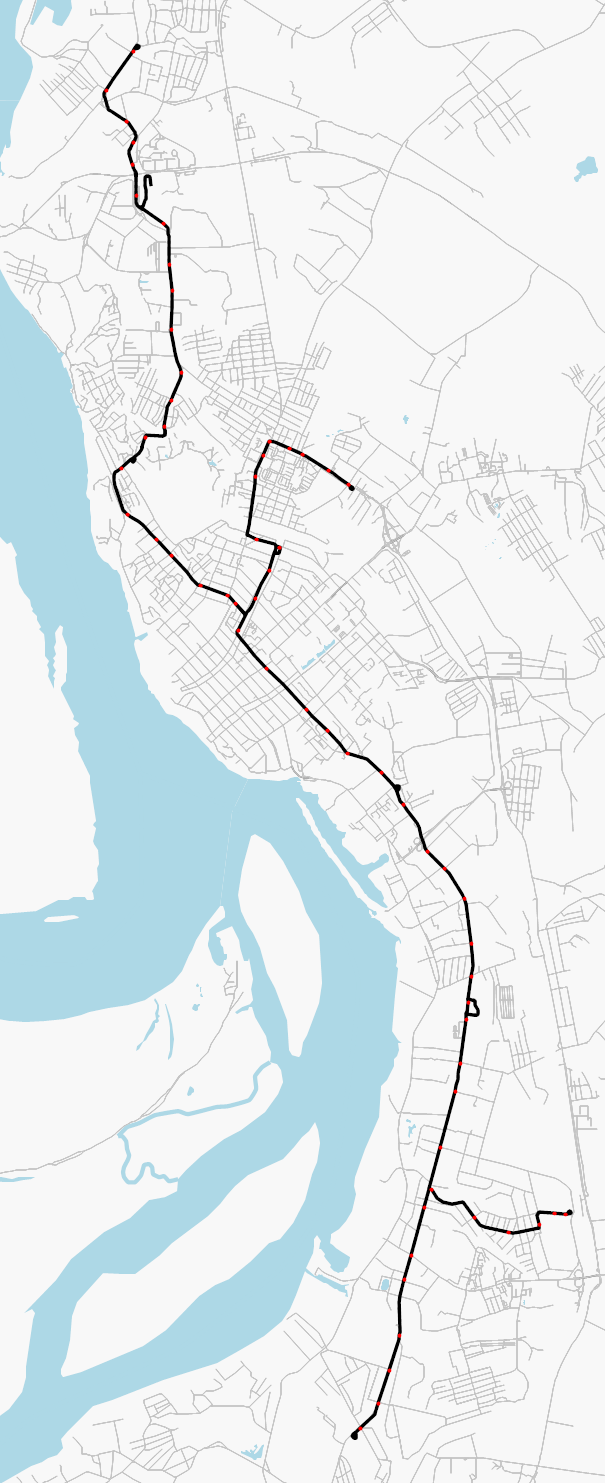
Linjekarta, 2011